# Třída Stickleback
Třída Stickleback byla třída diesel-elektrických miniponorek britského královského námořnictva. Celkem byly postaveny čtyři jednotky této třídy. Využívány byly především pro nácvik obrany základen proti nepřátelským miniponorkám. Zahraničním uživatelem jedné ponorky bylo Švédsko. Jedna miniponorka se zachovala jako muzejní exponát.

## Stavba
V roce 1954 se britské námořnictvo zabývalo myšlenkou na využití miniponorek pro položení jaderných min do blízkosti sovětských námořních základen. Objednané ponorky měly dle původních plánů nést 20kilotunovou jadernou zbraň vycházející z letecké jaderné pumy „Red Beard“, ale později to bylo změněno na nálože s konvenční trhavinou. Celkem byly postaveny čtyři jednotky této třídy, která konstrukčně navazovala na druhoválečnou třídu XE. Do služby byly přijaty roku 1955.
Jednotky třídy Stickleback:
| Jméno                | Loděnice                   | puštění na vodu   | Přijetí do služby | Status |
| -------------------- | -------------------------- | ----------------- | ----------------- | --- |
| Stickleback (ex X51) | Vickers-Armstrongs, Barrow | 1. října 1954     | 1955              | Roku 1958 prodána Švédsku jako Spiggen. Roku 1970 byla vyřazena a vrácena do Velké Británie. Dlouhodobě byla vystavena v Imperial War Museum v Duxfordu. Později ji získalo muzeum Submarine Centre ve skotském Helensburgh. |
| Shrimp (X52)         | Vickers-Armstrongs, Barrow | 30. prosince 1954 | 1955              | Prodána do šrotu 1965. |
| Sprat (X53)          | Vickers-Armstrongs, Barrow | 1. března 1955    | 1955              | Roku 1958 zapůjčena do USA pro testování. Prodána do šrotu 1966. |
| Minnow (X54)         | Vickers-Armstrongs, Barrow | 5. května 1955    | 1955              | Prodána do šrotu 1966. |

## Konstrukce

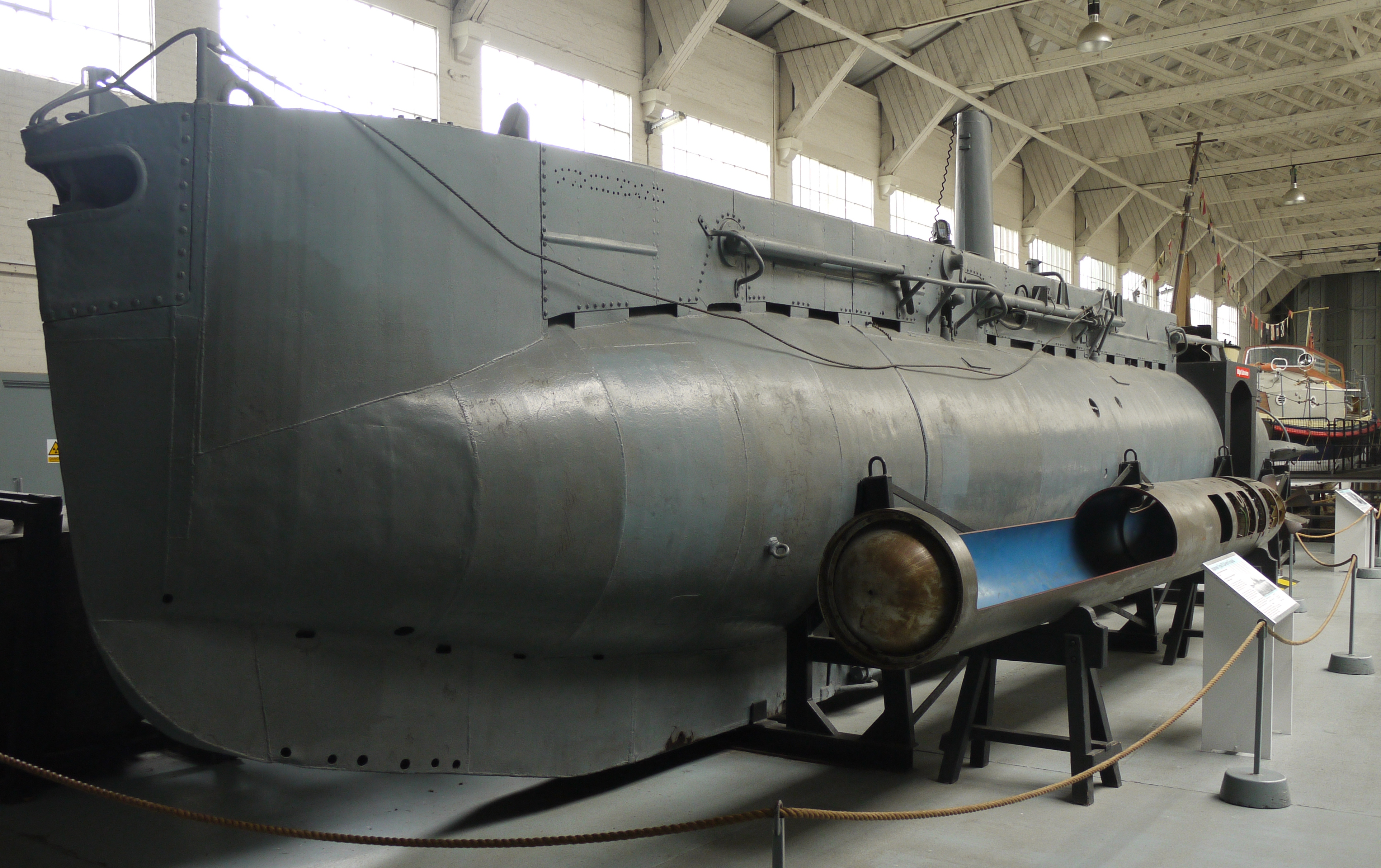
X51

Miniponorky měly pětičlennou posádku. Výzbroj tvořily dvě dvoutunové nálože, které byly upevněny na bocích trupu. Pohonný systém tvořil jeden dieselový šestiválec Perkins P6 o výkonu 50 hp a jeden elektromotor o výkonu 44 shp, pohánějící jeden lodní šroub. Nejvyšší rychlost dosahovala 6,5 uzlu na hladině a 6 uzlů pod hladinou.